# Lobelia fistulosa
Lobelia fistulosa är en klockväxtart som beskrevs av Vell. Lobelia fistulosa ingår i släktet lobelior, och familjen klockväxter. Inga underarter finns listade i Catalogue of Life.